# Wynne Prakusya
Wynne Prakusya (* 26. April 1981 in Surakarta) ist eine ehemalige indonesische Tennisspielerin.

## Karriere
Prakusya, die Hartplätze bevorzugte, begann im Alter von sechs Jahren mit dem Tennisspielen. In ihrer Tennislaufbahn gewann sie zwei Doppeltitel auf der WTA Tour sowie neun Einzel- und 17 Doppeltitel auf Turnieren des ITF Women’s Circuit.
Als Mitglied der Olympiamannschaft von Indonesien trat Prakusya bei den Olympischen Spielen 2000 in Sydney und 2004 in Athen an.
Für die indonesische Fed-Cup-Mannschaft spielte sie von 1996 bis 2005 insgesamt 82 Partien, von denen sie 61 gewinnen konnte.
In ihrem letzten Match als Profispielerin stand sie im November 2007 in Pune noch einmal im Finale eines ITF-Turniers.

## Turniersiege

### Doppel
| Nr. | Datum            | Turnier  | Kategorie    | Belag     | Partnerin | Finalgegnerinnen                     | Ergebnis      |
| --- | ---------------- | -------- | ------------ | --------- | --------- | ------------------------------------ | ------------- |
| 1.  | 29. Juli 2001    | Stanford | WTA Tier II  | Hartplatz | Janet Lee | Nicole Arendt Caroline Vis           | 3:6, 6:3, 6:3 |
| 2.  | 15. Februar 2003 | Doha     | WTA Tier III | Hartplatz | Janet Lee | María Vento-Kabchi Angelique Widjaja | 6:1, 6:3      |